# 稲沢市立長岡小学校
稲沢市立長岡小学校（いなざわしりつながおかしょうがっこう）は、愛知県稲沢市祖父江町にある公立小学校。

## 概要
- 旧・中島郡祖父江町の小学校であり、1956年までは中島郡長岡村の小学校であった。

## 沿革
- 1874年（明治7年）12月 -
  - 正鵠学校が開校。岐阜県石津郡馬飼村と岐阜県中島郡拾町野村の児童が通学する。
  - 日新学校が開校。愛知県中島郡神明津村、西鵜ノ本村、四貫村の児童が通学する。
- 1875年（明治8年） - 岐阜県中島郡川束村と岐阜県石津郡馬飼村が合併し、岐阜県中島郡馬飼村となる
- 1879年（明治12年）6月 - 四貫村が日新学校より離脱し、四貫学校が開校。
- 1880年（明治13年）3月 - 拾町野村が正鵠学校より離脱し、拾町野学校が開校。
- 1887年（明治20年） - 岐阜県中島郡馬飼村と拾町野村が愛知県中島郡に編入される。
- 1888年（明治21年）3月 - 馬飼村、拾町野村、神明津村、西鵜ノ本村、四貫村が学校組合を設立し、正鵠学校、拾町野学校、日新学校、四貫学校が統合され、馬飼村外四村組合立馬飼尋常小学校となる。
- 1893年（明治26年）1月 - 神明津村が学校組合から離脱し神明津尋常小学校が開校する。馬飼村外四村組合立馬飼尋常小学校は四貫村外三村組合立尋常小学校となる。
- 1901年（明治34年）4月1日 - 四貫村外三村組合立尋常小学校と神明津尋常小学校を統合し、馬飼村外四村組合立長岡尋常小学校はとなる。
- 1906年（明治39年）5月10日 - 神明津村、四貫村、西鵜之本村、拾町野村、馬飼村が合併し、長岡村が発足。
- 1907年（明治40年）
  - 1月1日 - 長岡尋常小学校に改称する。
  - 4月1日 - 高等科を設置し、長岡尋常高等小学校に改称する。
- 1941年（昭和16年）4月1日 - 長岡国民学校に改称する。
- 1947年（昭和22年）4月1日 - 長岡村立長岡小学校に改称する。
- 1948年（昭和23年）4月1日 - 隣接の長岡村役場が移転。旧・長岡村役場の建物を校舎の一つとする。長岡小学校の校舎の一部（南舎）を長岡村立長岡中学校の校舎とする[1][注釈 1]。
- 1956年（昭和31年）9月30日 - 長岡村が祖父江町に編入される。同時に祖父江町立長岡小学校に改称する。
- 1957年（昭和31年）9月24日 - 講堂が完成する。
- 1970年（昭和45年）7月11日 - プールが完成する。
- 1978年（昭和53年）3月7日 - 体育館が完成する。
- 2005年（平成17年）4月1日 - 祖父江町が稲沢市に編入される。同時に稲沢市立長岡小学校に改称する。

## 通学区域
- 祖父江町拾町野、祖父江町四貫、祖父江町馬飼、祖父江町西鵜之本、祖父江町神明津[2]。

## 進学先中学校
- 稲沢市立祖父江中学校

## 交通アクセス
- 名鉄尾西線森上駅下車、徒歩約45分。
- 稲沢市コミュニティバス祖父江・稲沢線（地泉院系統）「北麻績」バス停より徒歩約10分。